# Allerheiligenkathedraal (Hongkong)
De Allerheiligenkathedraal is een Anglicaanse kerk in Hongkong. Het is in 1891 tijdens Allerheiligen gesticht in Mong Kok. Het is een van de drie Anglicaanse kathedralen van Hongkong. De andere kathedralen zijn de Sint-Janskathedraal en de Kathedraal van de Heiligste Drievuldigheid.
Op Allerheiligen, 31 oktober 2010 werd de kerk een kathedraal. Het is de zetel van de bisschop van het Anglicaanse bisdom West-Kowloon.
Het huidige kerkgebouw stamt uit 1928 en is de oudste kerk van het bisdom. In 1922 begon de kerk al met het regelen van grond waarop de kerk gebouwd kon worden. In 1934 werd naast de kerk het Allerheiligencollege gebouwd om onderwijs te geven aan de lokale kinderen en om als centrum te gebruiken voor evangelisatiewerk. Tijdens de Japanse bezetting van Hongkong werd kerk door de Japanners geconfisqueerd. Na de Tweede Wereldoorlog mocht het kerkgebouw weer gebruikt worden door gelovigen. In 1951 werden nog eens twee schoolgebouwen gebouwd naast de kerk. Het scholencomplex bevat sinds 1961 een peuterspeelzaal, basisschool en middelbare school.